# 朝鲜半岛文化

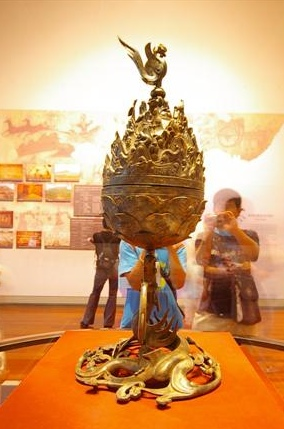
百济金铜大香炉

朝鲜半岛文化（韓語：한반도 문화）是朝鮮民族自古不断演化发展形成的民族思想、理念、风俗和习惯。虽然朝鲜战争后朝鲜半岛的南北分裂导致了大韓民國與朝鮮民主主義人民共和國现代文化的差异，但双方传统文化却一脉相承。朝鲜半岛在历史上与中国有着密切的交往，朝鲜半岛传统文化因此深受中国传统文化影响，但同时也具有其特有的民族特征。

## 传统艺术

### 音乐

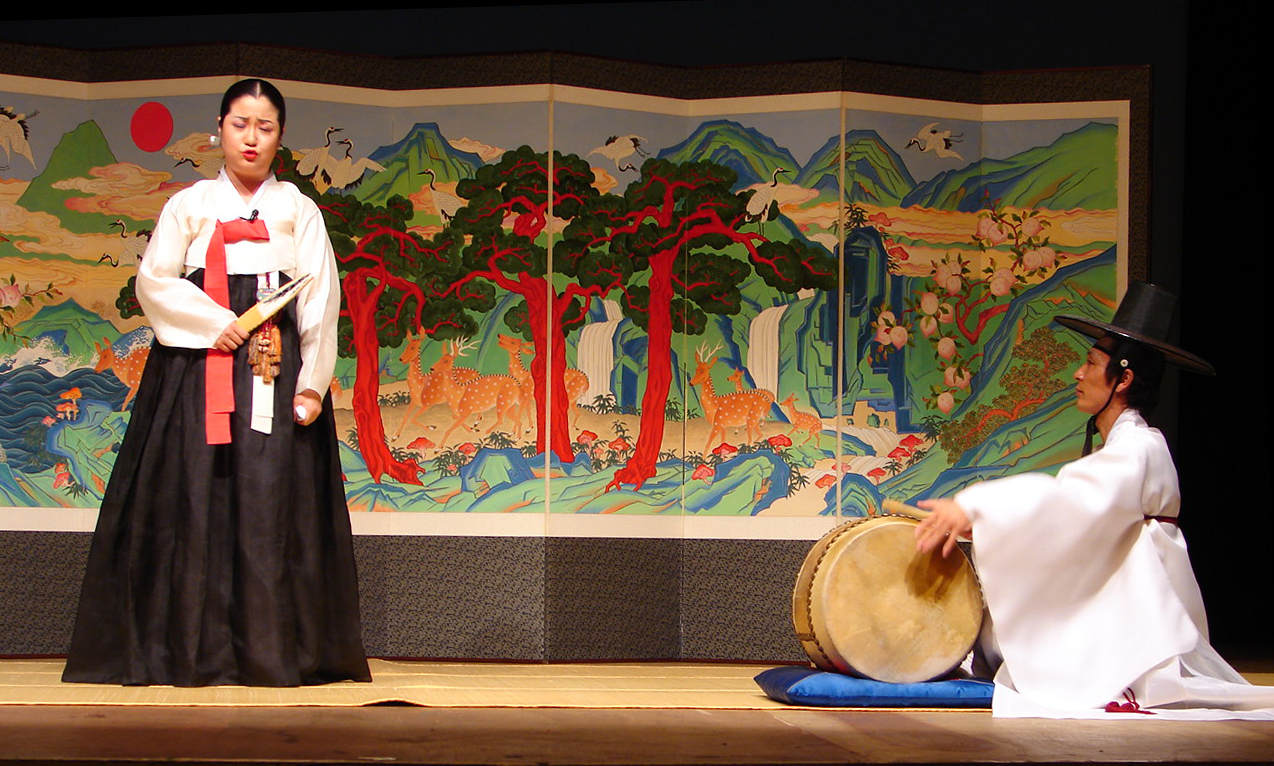
盘索里演出

朝鲜传统民俗音乐形式多样，主要包括盤索里、农乐和散调等。其中盤索里作为一种朝鲜传统曲艺形式列入了人类非物质文化遗产代表作名录。农乐和散调则被列入韩国国家无形文化财。
朝鲜宫廷音乐朝鲜半岛古代为宫廷王室和贵族演奏的音乐，包括雅乐、鄉樂和唐乐。其中雅乐是从中国引进；鄉樂为朝鲜半岛本地音乐；唐乐最初是新罗从唐朝宫廷引入，后又融合朝鲜半岛当地音乐。宗庙祭礼乐作为朝鲜宫廷音乐与宗庙祭礼一同被列入人类非物质文化遗产代表作名录。

### 绘画

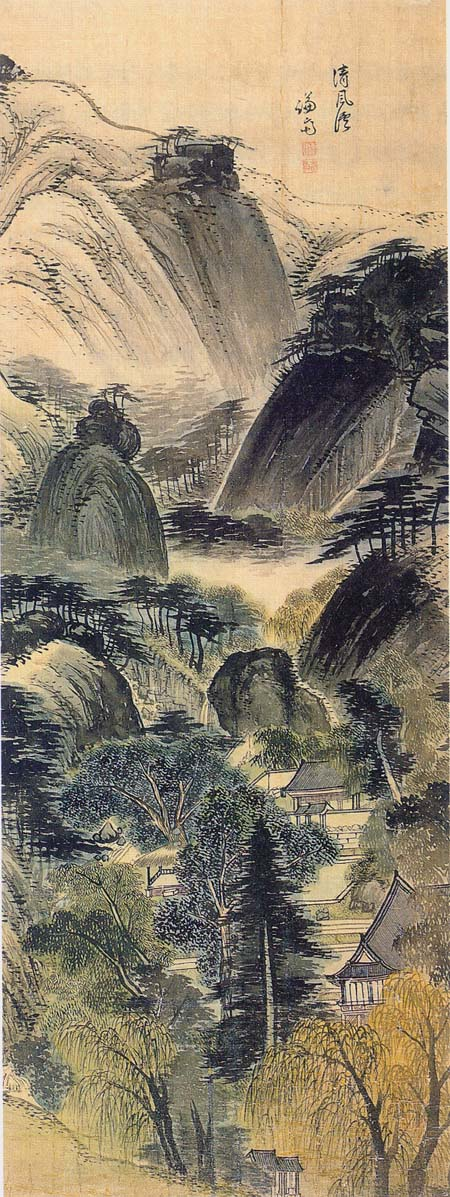
郑敾山水画《淸風溪》

朝鲜半岛最原始的绘画开始于远古时期的岩刻画。三国时期，绘画已经发展成为一种专门的艺术形式，出现了以绘画为职业的画匠。这一时期的朝鲜绘画借鉴中国绘画形成自己的风格，同时也影响着日本绘画的发展。高句丽、百济都派有多名画匠到日本作画。其中百济太子阿佐在日本所画的圣德太子像被视为百济绘画的精品:192:148-149:33:45。新罗统一三国后，佛教画随着佛教的兴起而成为朝鲜绘画的主流:150。这一时期的主要代表性画家有率居、金忠义等:193-194:48。
高丽王朝时期，朝鲜绘画得到进一步的发展，题材与风格更加丰富。高丽设有掌管绘画的机构“绘画院”，王室、贵族、僧侣都热衷于绘画，出现了诸如李宁、李光弼等画家:98-99:150。传入中国的高丽绘画得到了很高的评价。宋代绘画评论家郭若虚在其《图画见闻录》中称：“惟高丽国敦尚文雅，渐染华风，至于技巧之精，他国罕比。故有丹青之妙。”元人汤厚所著的《古今画鉴》说：“高丽画观音像甚工”。:99:204
朝鲜王朝是朝鲜绘画的鼎盛期。早期代表性的画家有安坚、姜希颜等:195-196:243-244:197-198。16世纪，朝鲜王朝出现了李岩、申师任堂等一批擅长画花、鸟等动植物的画家。17世纪随着朝鲜实学的发展，真景山水画、风俗画等写实性绘画开始兴起。代表性的画家有郑敾、尹斗绪、沈师正等:252-258:198-199。这种现实主义画风在18世纪达到顶峰，出现了金弘道、金得臣、申润福、赵荣祏等代表性的风俗画画家。与此同时，朝鲜半岛画坛还出现了另一种崇尚文人书卷气的复古极端，代表性人物有姜世晃、申纬、金正喜、张承业等:258-265:200-201。

### 陶瓷

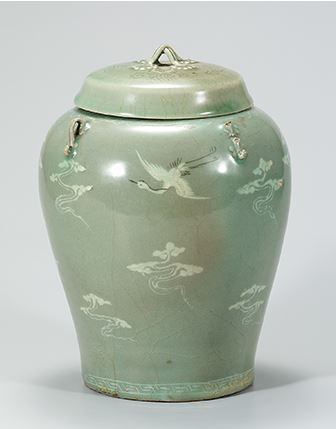
镶嵌青瓷云鹤纹蜜罐

早在新石器时期，朝鲜半岛人就开始使用陶器。最早的陶器是隆起文土器。铁器时代，朝鲜半岛开始使用温度可达到1000℃以上的龙窑制陶，并使用轮制技术和陶拍等工具，使得陶器的产量与质量都得到很大的提高。由于硬度变强，陶器能在敲击时发出清脆的声音:11-12。三国时期陶瓷技艺在朝鲜半岛得到了进一步的发展完善。9世纪后期，统一新罗从中国引进制瓷技术，成为世界上最早引进制瓷技术的国家之一。
高丽王朝时期，青瓷的制造技术到达了很高的水平，创造出翡色青瓷、镶嵌青瓷等独具特色的高丽青瓷，并出口到世界其它国家，包括青瓷发祥地中国。学术界有观点认为高丽青瓷在某些方面甚至超越了其母体宋代青瓷。朝鲜王朝时期，朝鲜陶瓷在“尚白”的风尚下由青瓷经粉青沙器过渡到朝鲜白瓷。通过学习、借鉴中国瓷器，朝鲜半岛烧制出纯白瓷、镶嵌白瓷、铁画白瓷等具有本土特色的瓷器品种，并结合本民族审美艺术创造出朝鲜白瓷独具特色的风格。:129。
朝鲜陶瓷对日本陶瓷的发展影响甚大。日本古坟时代的须惠器，以及万历朝鲜战争之后的有田烧、萨摩烧等都是从朝鲜半岛传人日本的。万历朝鲜战争期间，朝鲜半岛瓷匠将制瓷技术从朝鲜半岛传入日本，使日本从陶器时代进入瓷器时代:163。

### 工艺

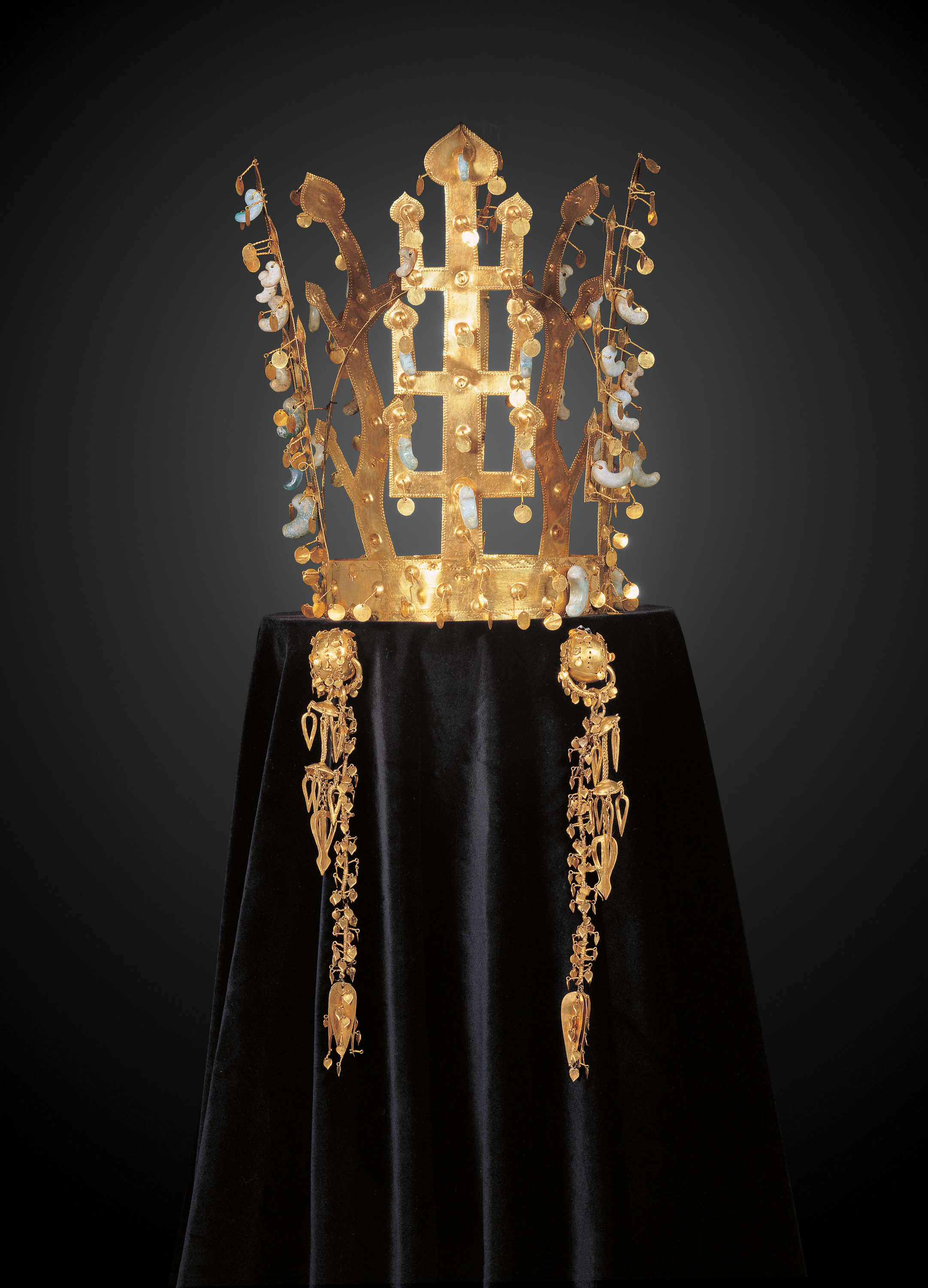
新罗金冠

朝鲜半岛金属工艺可以追溯到青铜器时代。朝鲜半岛各地皆有青铜器皿出土:218。三国时期，朝鲜半岛金属工艺达到了很高的水平。庆州出土的新罗金冠富丽堂皇，精美的金制垂饰显示出新罗精湛的工艺:92。庆州鸡林路14号墓出土的庆州鸡林路宝剑，外形与平壤贞柏里出土的短剑相似，但剑鞘金饰呈现阿拉伯风格，嵌有宝石，护手部分有太极纹，做工精美:104-105:218-219。庆尚北道松林寺五层砖塔内出土的金银树也是新罗别具一格的金属工艺制品:92。百济主要的代表性金属工艺制品有武宁王陵出土的各种金饰品，以及百济金铜大香炉等:34-35:58-61。高丽早期的金属工艺制品以1.5米高的金铜大塔为代表。此外，高丽的铜镜亦很闻名:102-103:222。

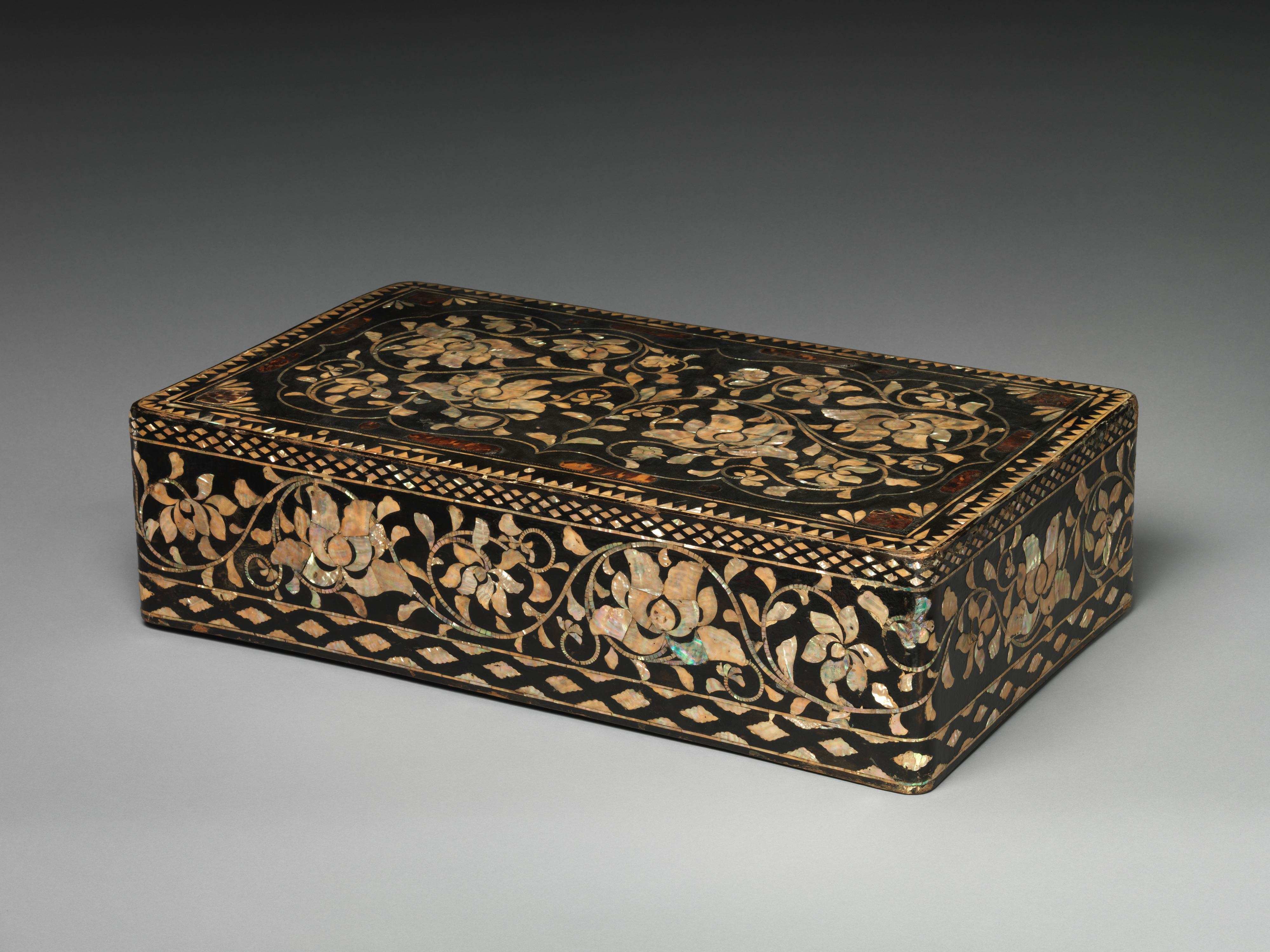
螺钿漆牡丹唐草文衣箱

漆器是朝鲜半岛代表性的工艺之一。漆器工艺在朝鲜三国时代从中国传入朝鲜半岛，在高丽王朝和朝鲜王朝时期发展到顶峰。据《高丽史》记载，高丽设有“中尚署”的机构，集聚画匠、木匠、漆匠等人才专门制作漆器。中尚署制作的螺钿镶嵌漆器主要被高丽宫廷用于珍藏佛经。高丽漆器作工精美，宋人徐兢在其《宣和奉使高丽图经》中曾赞赏高丽漆器:109-110:296:221。朝鲜王朝时期，朝鲜漆器在高丽漆器的基础上得到进一步的发展，并出现了牛角镶嵌漆器:204:296-299:221-222。

## 文化习俗

### 建筑
朝鲜半岛的传统建筑与中国和日本的传统建筑有很多相似之处，受到阴阳、天地五行、风水、佛教、道教和儒教等的影响，自然是朝鲜半岛建筑最重要的因素。朝鲜半岛建筑不追求高大雄伟，而是讲究建筑与自然的和谐相处。传统的朝鲜半岛建筑很少在规模和装饰上有铺张炫耀。房间相对较小，装饰也比较简单。据认为，富有修养和君子风度的人的房间主要是用于读书和谈论学术的，不应在装饰上显得浮华。

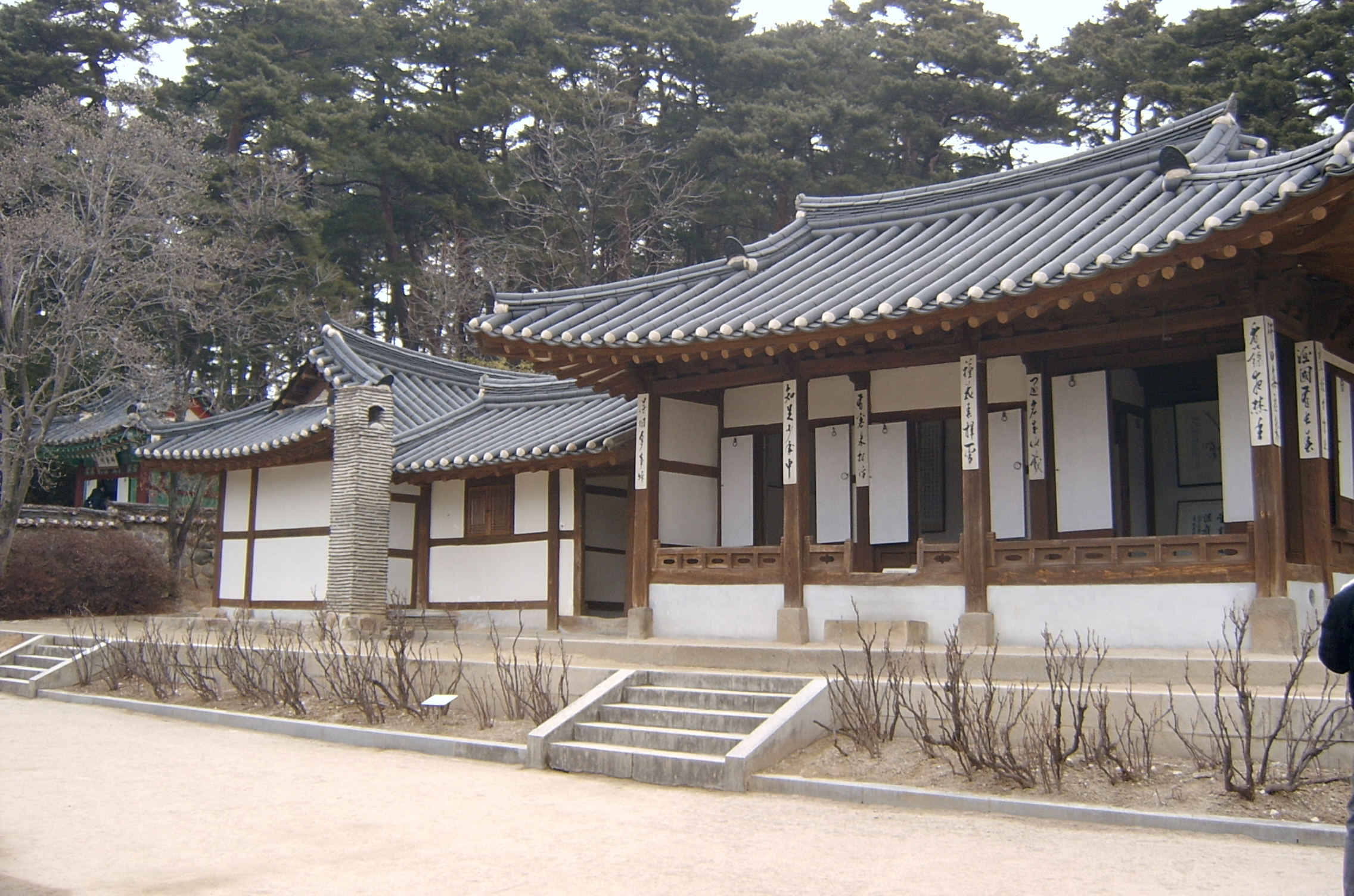
朝鲜半岛传统房屋

朝鲜半岛传统民居称为韩屋，使用一种叫温突的地板供热系统供热。韩屋的大部分建筑材料也来源于自然，主要是石头、木材、泥土，充分体现自然美。富人家的屋顶使用瓦建造，而穷人家的屋顶则使用稻草:241。根据儒家的观念，韩屋在空间上做身份、男女、长幼的区分。根据房型的不同和用一道小围墙，韩屋的居住空间分为上中下三等。里屋和客厅是主人居住的上等空间；离大门最近的行廊斋是下人居住的地方；中门间行廊斋是中间阶层的守门人居住的空间。贵族的韩屋在建造行廊斋等门间斋后，还会建造一个比这些高一截的屋檐上翘的大门:168。

### 语言
朝鲜语是表音文字，共有40个字母，包括21个元音和19个辅音。朝鲜语词汇有固有词、汉字词和外来语三种。固有词是韩民族自古流传下来的本民族自己固有的词汇，是朝鲜语词汇的核心部分。绝大部分汉字词来源于汉语。汉字词读音遵照朝鲜汉字的读音规则，词义大部分与汉语相同，但也有些差异。汉字词在数量上要占到韩语词汇一半以上。外来语是指从中国以外的其他国家借鉴过来的词语，以英语居多。朝鲜语的句子结构是主语+宾语+谓语。15世纪以前，朝鲜语借助汉字为书写工具。1443年朝鲜世宗组织一批学者创造了适合标记朝鲜语语音的文字体系——「訓民正音」:19。

韓國語/朝鲜文

朝鲜语按地区分布可以分为西北部方言、东北部方言、中部方言、西南方言、东南方言、济州方言、六镇方言7种。除了济州方言以外，邻近的方言大都能够通话。但是跨区之间的方言通话就有些困难。今天的“标准韩国语”是以中部方言的首尔话为基础的。由于首尔是朝鲜王朝的国都，因此“标准韩国语”更接近于朝鲜半岛分裂前的官方语言。

### 文学
有文字记载的朝鮮半島文学约在公元前1世纪左右出现。之前主要是古代神话、传说和歌谣等口头文学:24-26:4。记载于《三国遗事》的《龟旨歌》是现存最早的朝鮮半島古代歌谣:65-67:19-20。八九世纪的统一新罗时期，国语诗歌“乡歌”达到高峰。受唐朝汉文化的影响，统一新罗也出现了强首、薛聪、金大问、崔致远等儒学大家。文学体裁形式也开始多样化，在民间口头传说的基础上发展出史传文学和传奇文学，随着对外关系的发展，出现长篇纪行文《往五天竺国传》。此外，还出现寓言:97-108。
高丽时期，各种文学体裁发展日臻完善。高丽文人以新罗乡歌为基础，经过探索、改进，最终创作出国语诗歌的正统体裁时调。国语诗歌的创作由民间扩展到两班阶层。与此同时，汉文诗、词、骚、赋、古文、骈文、应用文等各种文学体裁繁荣发展，达到很高的水平。此外，传记文学在官修正史《三国史记》的推动下也得以蓬勃发展:253-266。高丽后期还出现稗说体散文，为后世小说的出现产生积极的影响:759-760。
朝鲜王朝时期是文学创作的繁荣时期。训民正音的发明为国语文学开启新的起点。高丽末期出现的时调从最初的士大夫阶层扩展到朝鲜半岛社会的各个阶层，并发展出“平时调”、“辞说时调”、“於时调”多种形式。与此同时，歌辞作为“长歌”形式也成为与时调并行发展的国语诗歌体裁，朝鲜王朝后期还出现形式更为灵活的“杂歌”。与此同时，汉文诗歌的创作也蓬勃发展:974-1021。1918年，朝鲜半岛出版了有史以来最大的汉诗集《大东诗选》:1065。散文呈现出多样化的发展态势，并出现了国语散文。小说作为正式的文学体裁也朝鲜王朝时期兴盛起来:759-794。

### 饮食

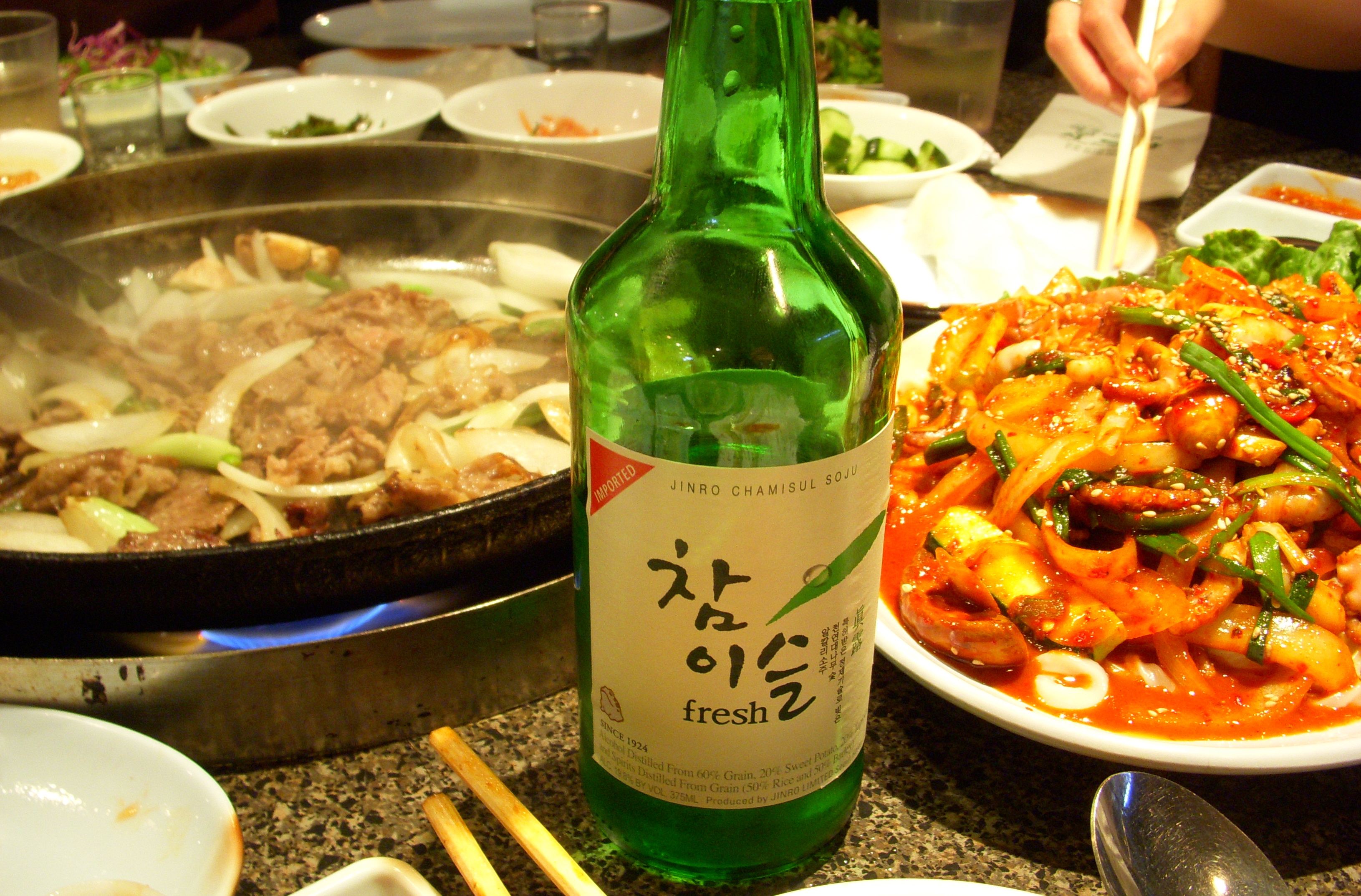
韓國料理

韓國料理（又稱「朝鲜料理」）口味以清淡为主，最普遍的主食是稻米:176。韩国本地“韩牛”是烧烤用肉的上品，价格贵，也是上乘的礼品。朝鲜冷面、补身汤一般使用狗肉:158-160。汤在朝鲜料理中是与主食一起食用的主菜，一般放有肉或海鲜，汤水较少。常见的汤有参鸡汤、大酱汤、泡菜锅、海带汤等:176。朝鲜泡菜种类繁多:174，由于其卡路里含量低、富含纤维素、维生素和一种对人体有益的乳杆益生菌，而被美国时代华纳《健康杂志》评为世界5大最健康食品之一。
与中国、日本和越南的餐桌礼仪不同，朝鲜半岛餐桌上盛米饭和汤的碗是不被拿起的。朝鲜人使用金属作的长柄匙来吃饭喝汤。扁平的韩式金属筷子，只用来夹菜，不用来吃米饭。年轻人不应该在长辈或客人之前拿起筷子吃饭，也不应该在长辈或客人之前吃完饭。

### 服装
男士传统韩服由冠帽(黑笠)、哲高里（男士上衣）、背子（穿在上衣外边的坎肩）、马褂子（穿在哲高里外面的防寒服）、巴吉（裤子）、都鲁玛吉（外出时穿在短衣和裤子外面的外套）和足衣（袜子）组成。:229女士传统韩服由哲高里（女士上衣）、领子（由动襟和领边组成）、高琳（前衣襟上缝有的长带，垂落在长裙前面用作上衣扣，也有装饰作用）、契玛（裙子）、纹样、和绣花鞋组成。:230
根据生活风俗和用途分类，韩服可以分为婚礼服、节日服、花甲服、周岁服等。在春节的早上，子女要穿节日服给父母拜年，小孩子们穿七色彩缎短衣，父母则穿平常韩服；在花甲宴上，男性穿金冠草服，女性穿小礼服；小孩一周岁的仪式上，小孩要穿周岁服；在传统婚礼上，新郎新娘要穿华丽的婚礼服。传统韩服穿戴复杂、繁琐，因此传统韩服一般在特殊的场合穿着。韩国人平时穿着改良的简易生活韩服。:450:231-232

### 竞技运动

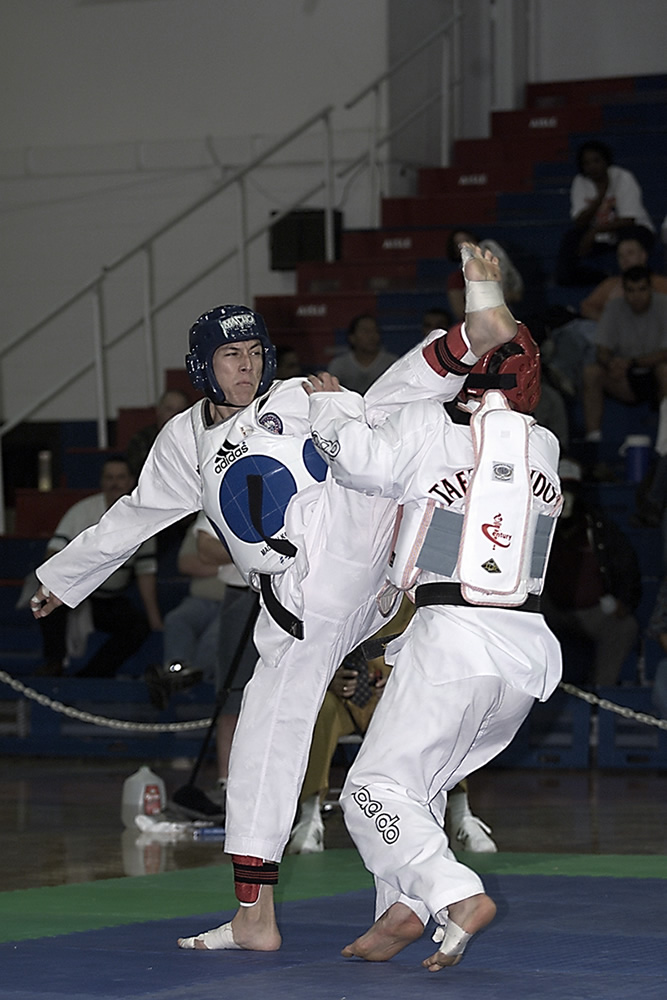
跆拳道

朝鲜半岛男性的传统体育运动主要包括射箭、韩式摔跤、跆拳道等。传统的女性体育运动主要是荡秋千和板舞戲。跆拳道是源于朝鲜半岛的一种集强身健体，防身自卫和心灵修养为一身的搏击武术，被韩国称为「国技」。跆拳道既是一项能够强身健体，又能够于防身自卫的传统搏击武术，更是一项新兴的集健身、竞技及娱乐为一体的现代体育，集力学、兵学、哲学、医学及伦理学为一体，以技击格斗为基础，以修心养性为核心，以磨练人的意志、振奋人的内在精神气质、培训练习者良好的礼仪及道德为目标。「跆拳道」一詞，是1955年由崔泓熙创造。其中「跆」指踢擊、「拳」指拳擊，「道」則是代表道行、自己對禮儀的修練。在1986年第10届亚运会，跆拳道成为亚运会正式比赛项目。2000年悉尼奥运会，跆拳道成为奥运会正式比赛项目。跆拳道已经在世界各国广为推广:139:211-212。

### 宗教信仰
朝鲜半岛最初的原始宗教是巫教。随着朝鲜半岛与中国的交往，佛教和儒教后来由中国传入朝鲜半岛。佛教在高丽王朝时期曾红极一时。但在朝鲜王朝时期，佛教曾受到限制。佛教寺院和佛教徒只能在乡村存在，不许在城市出现。取而代之的是儒教。儒家思想成为朝鲜半岛的国家理念。西学东进的近代，以天主教为代表的西方宗教流入朝鲜半岛。朝鲜半岛出现了与西学相抗衡的东学。1906年，东学教被其第三任教主孙秉熙改组为近代宗教——天道教。

## 世界文化遗产

### 佛国寺与石窟庵

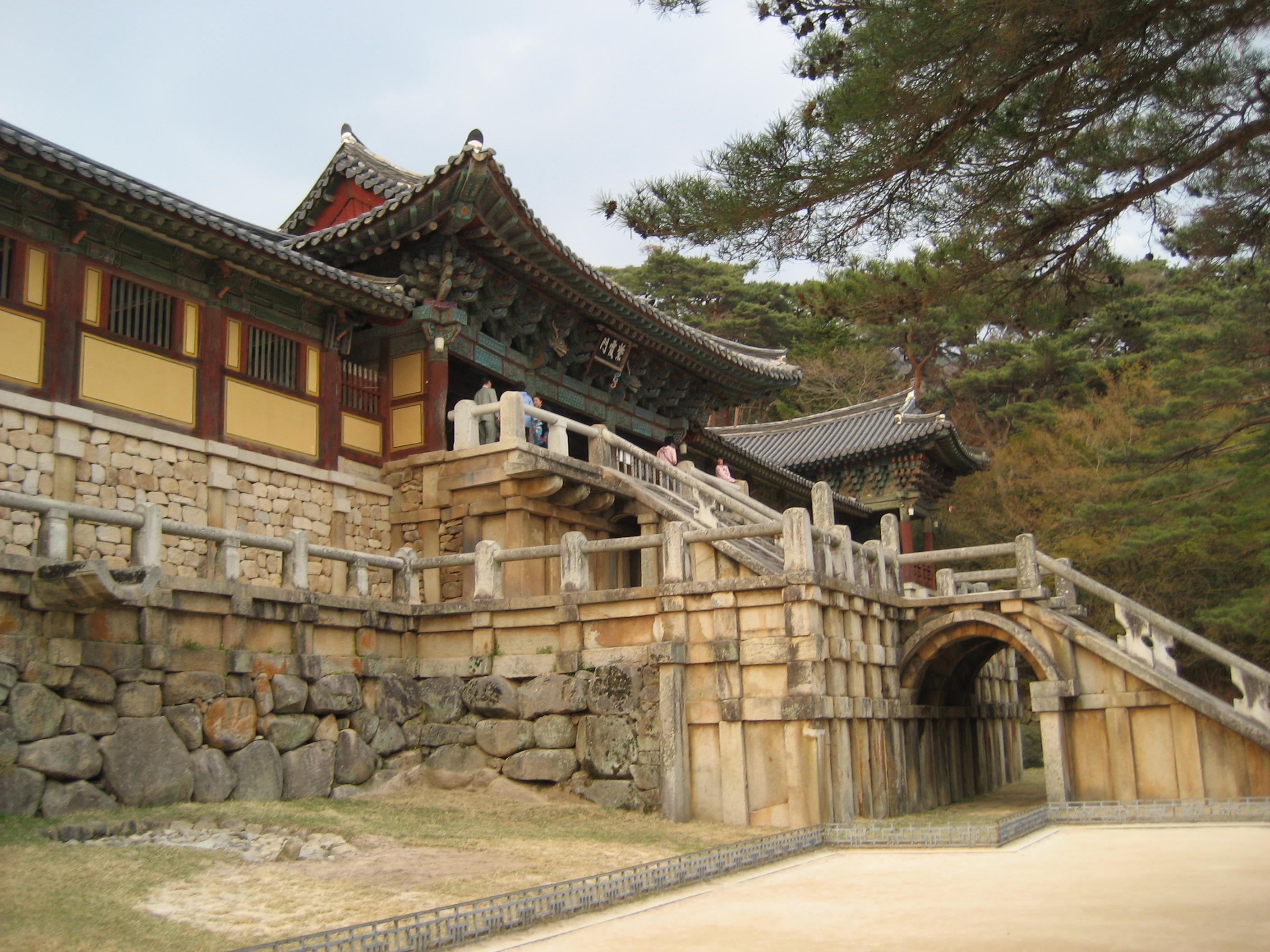
佛国寺

佛国寺是位于韩国庆尚北道的一座佛教寺院。1995年，佛国寺和位于其东部的石窟庵一同被列为世界文化遗产。

### 高丽大藏经和海印寺
高丽大藏经是13世纪高丽王朝高宗用16年时间雕刻成的世界上最重要和最全面的大藏经之一。高丽大藏经内容全面，准确无误，做工精美，为韩国第32号国宝。其保存地韩国海印寺1995年被联合国教科文组织指定的世界遗产。

### 宗庙
宗庙1995年被联合国教科文组织指定的世界遗产。

### 昌德宮

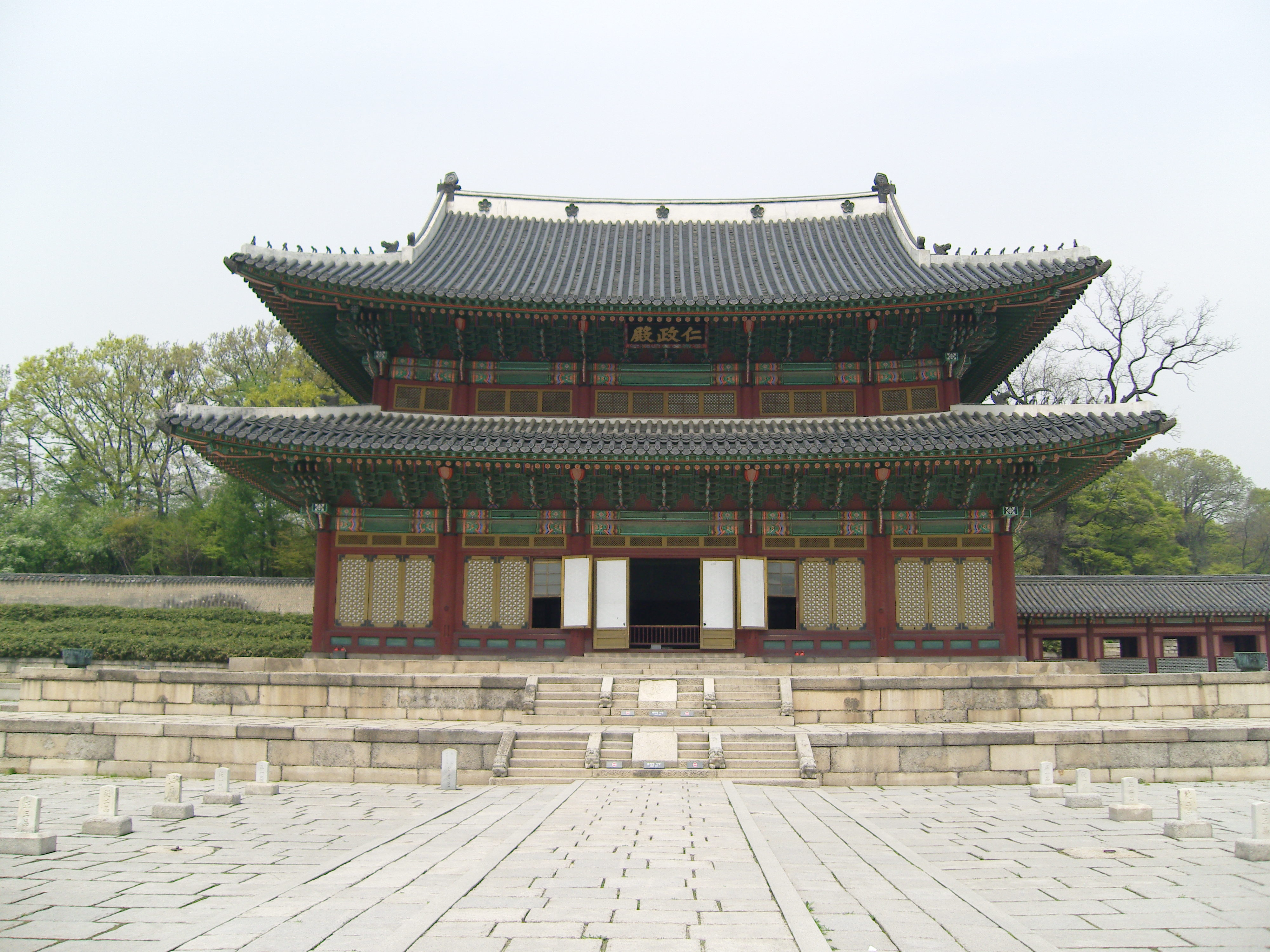
昌德宮

昌德宫是朝鲜王朝的宫殿之一，位于今南韩首尔市。1997年被联合国教科文组织登入为世界文化遗产。

### 水原华城
水原华城是南韩首尔南部的一座城堡。1997年被列为世界文化遗产。

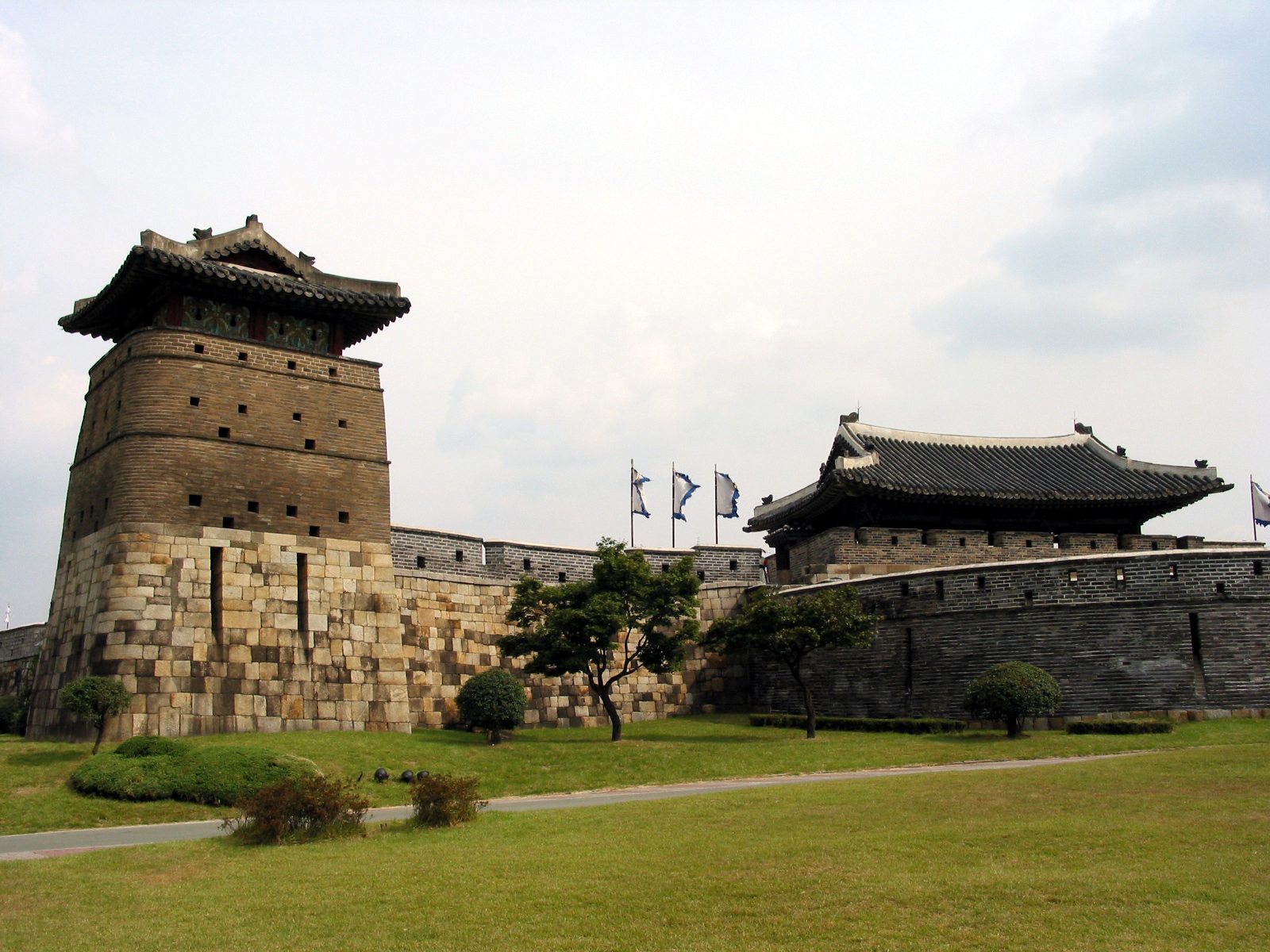
水原华城

### 庆州历史遗迹地区
庆州历史遗迹地区2000年被列为世界文化遗产。

### 高敞、和顺、江华支石墓遗址
高敞、和顺、江华支石墓遗址2000年被列为世界文化遗产。

### 高句丽墓葬群
高句丽墓葬群包括了63个单独的朝鲜三国时期高句丽王国的坟墓，位于平壤和南浦。它在2004年成为朝鲜的第一个世界遗产。

### 朝鲜王陵

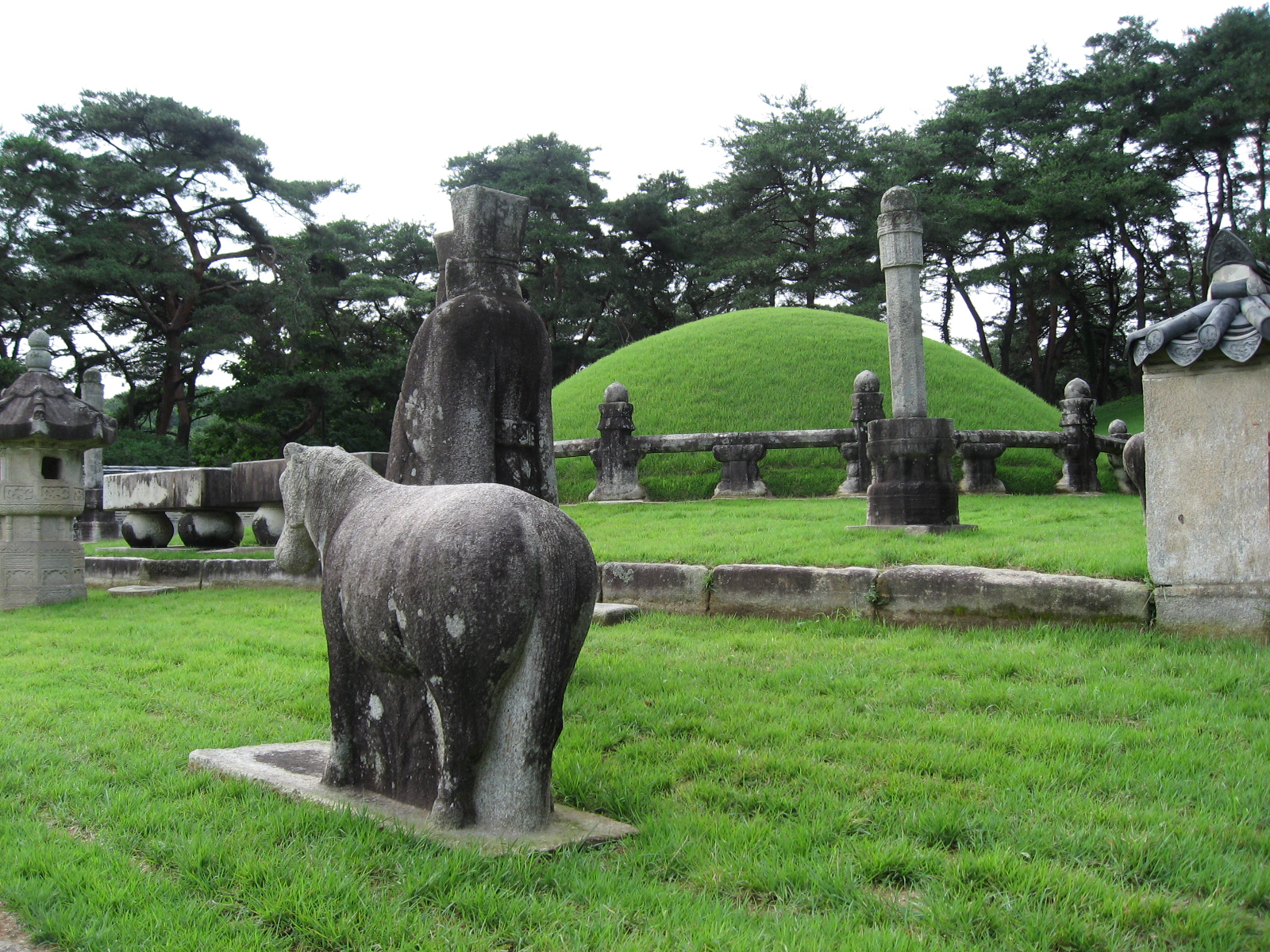
2009年被列为世界文化遗产的朝鲜王陵

2009年，分布于韩国京畿道、首尔市、江原道和朝鲜民主主义人民共和国开城市的朝鲜王朝二十七代国王、王妃的42座陵墓朝鲜王陵被列为世界文化遗产。

### 韩国历史村落
2010年7月31日，保留了朝鲜王朝时代的建筑和风俗韩国庆尚北道安东市的河回村与庆州良洞村以“韩国历史村落”的名义获列入世界遗产名录。

### 開城歷史古蹟地區
開城歷史建築與遺跡於2013年被列为世界文化遗产。

### 南漢山城
2014年6月，韩国京畿道廣州市、河南市與城南市交界處的南漢山城获列入世界遗产名录。

### 百濟歷史遺跡地區
2015年7月4日，分佈于韩国忠清南道與全羅北道的百濟歷史古蹟地區获列入世界遗产名录。